# Йылдыз (Бешикташ)

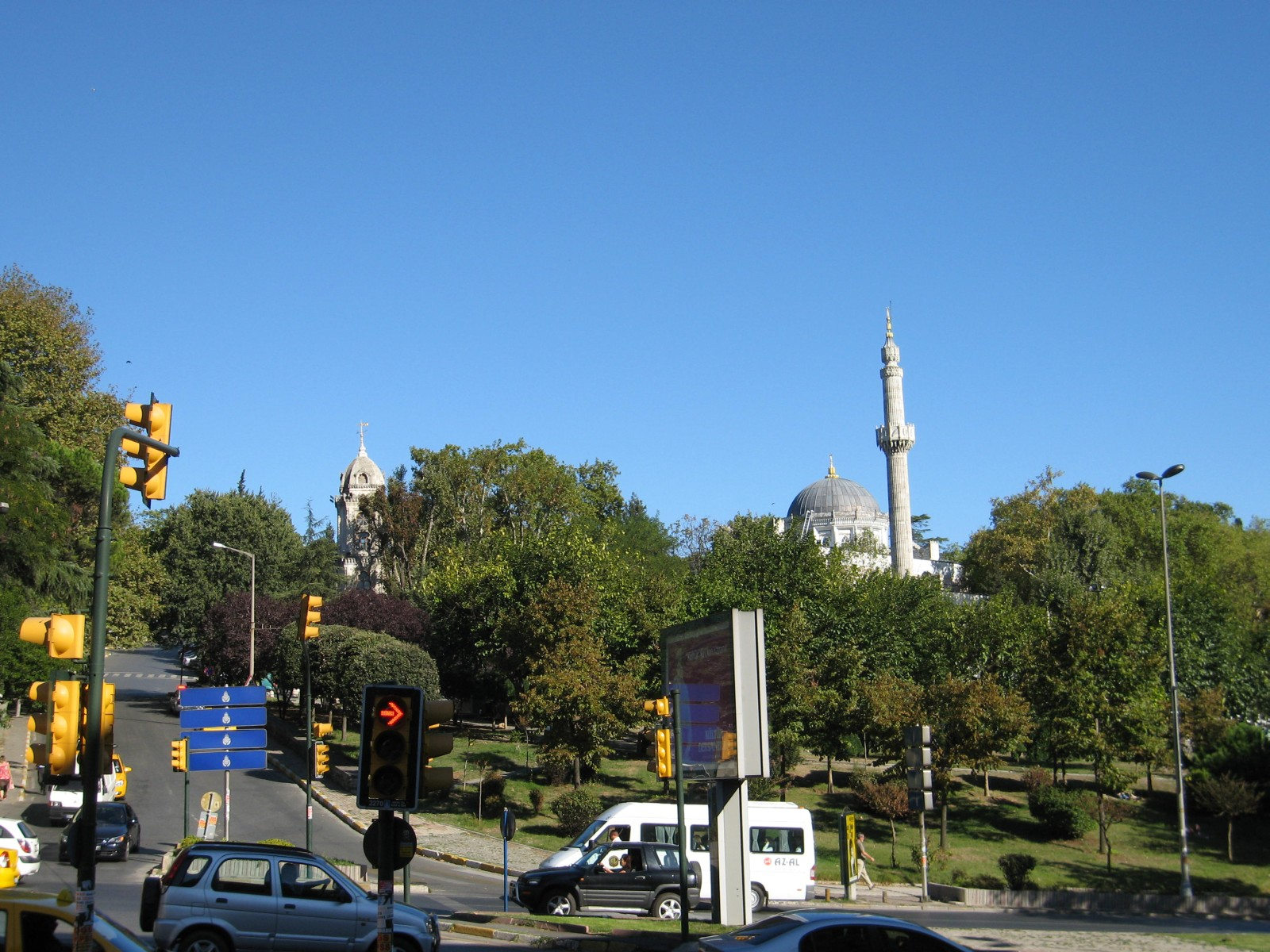
Вид Йылдыза, мечеть и Йылдызская часовая башня

Йылдыз (тур. Yıldız) — махалле в районе Бешикташ города Стамбул (Турция). На его территории расположены одноимённые парк и дворец, служивший главной резиденцией османских султанов во времена Абдул-Хамида II (правил в 1876—1909 годах). Население махалле составляет около 6000 человек.

## История

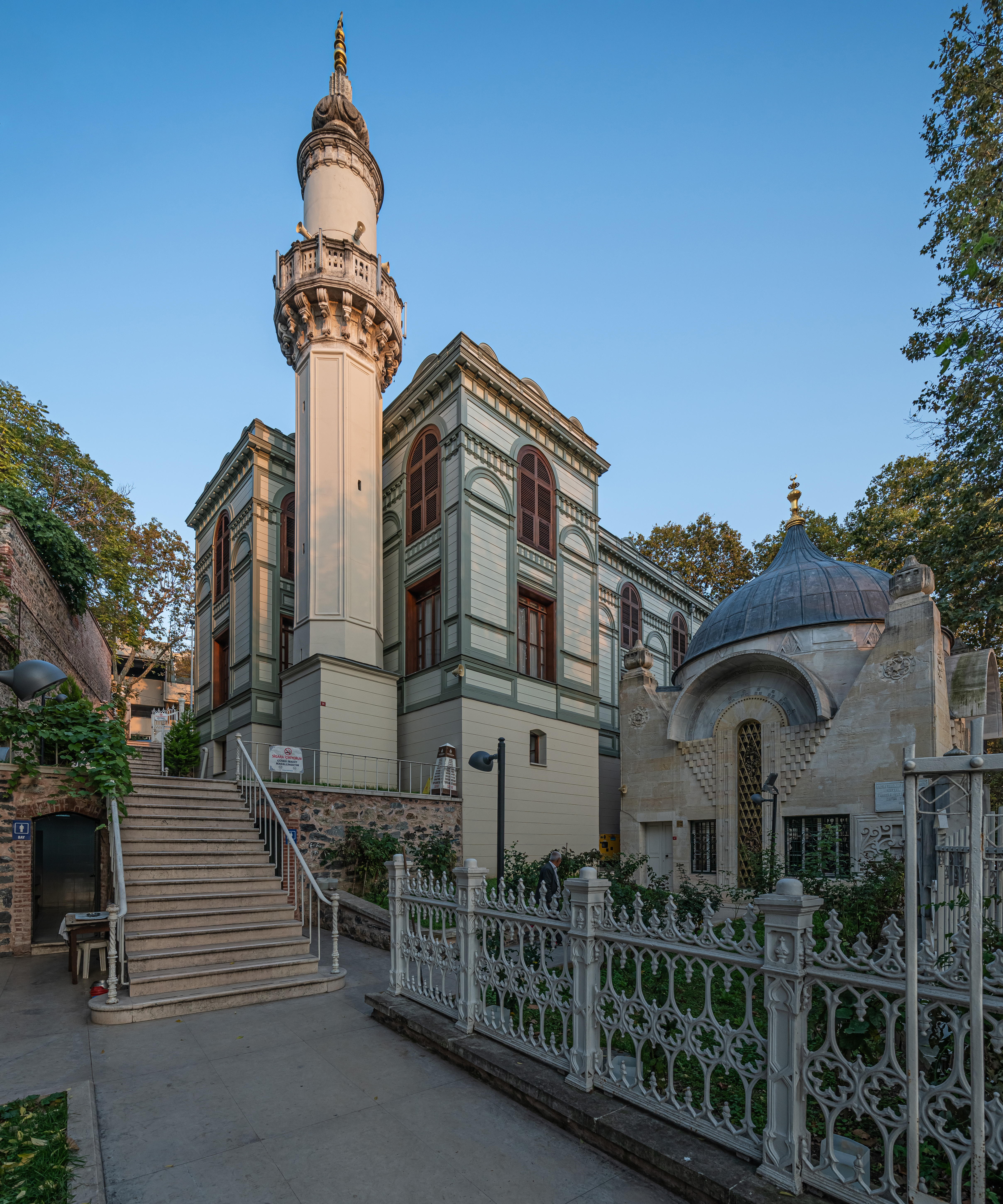
Мечеть Эртугрул Текке

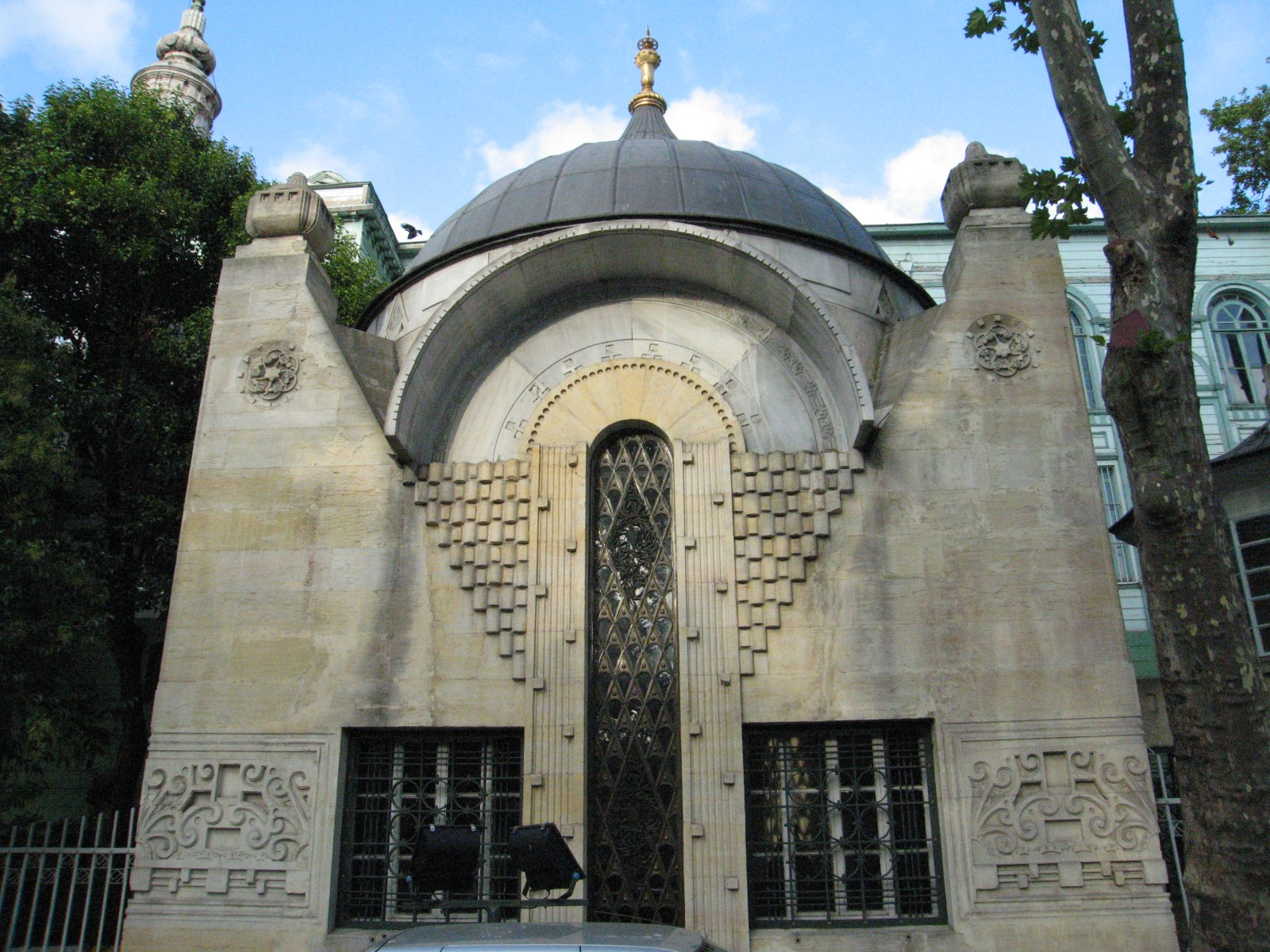
Тюрбе шейха Зафира-эффенди

Во времена Византийской империи территорию нынешнего района Йылдыз занимал хвойный лес. Начиная с правления Сулеймана I Великолепного, османские султаны использовали её в качестве своих охотничьих угодий. В последующие столетия в этом районе находилась роща, раскинувшаяся за территориями приморских дворцов. Район Йылдыз начал развиваться после строительства на его территории дворца в XIX веке. Он получил своё название от первого павильона Йылдыз Касры (тур. Yıldız Kasrı), возведённого по распоряжению султана Селима III в начале XIX века.
В течение последних 30 лет существования Османской империи этот район служил её административным центром, так как султан Абдул-Хамид II управлял страной из местного дворца.

## Достопримечательности
Ныне значительную часть территории района Йылдыз занимает старый дворцовый комплекс, в котором расположены основные дворцовые здания, парк Йылдыз, мечеть Йылдыз и Йылдызская часовая башня, а также Технический университет Йылдыз.
Большая часть дворцовых садов, несколько старых павильонов и знаменитые фарфоровые мастерские на территории нынешнего парка Йылдыз открыты для посещения широкой публике. Через парк можно попасть и к павильону Шале (тур. Şale Köşkü).
Кроме того, тюрбе Яхьи-эфенди, представляющее собой исламский комплекс XVI века, ежегодно привлекает около миллиона местных жителей. Тюрбе шейха Зафира-эфенди, построенное по проекту архитектора Раймондо Д’Аронко в 1886 году, является одним из выдающихся примеров стиля модерн в Стамбуле. Сразу за тюрбе располагается мечеть Эртугрул Текке, возведённая в 1887 году по распоряжению османского султана Абдул-Хамида II.